# Calvin Borel
Calvin H. Borel, född 17 november 1966 i Saint Martin Parish i Louisiana, är en amerikansk jockey som tävlar i galoppsport.
Med sin seger 5 juli 2008 i Bashford Manor Stakes, blev han den trettiofjärde inom nordamerikansk galoppsport med 4500 segerlopp. När han segrade vid Preakness Stakes på stoet Rachel Alexandra var det första gången på 85 år som ett sto vann den tävlingen.

## Större segrar
- Super Derby (1991)
- Arkansas Derby (1993)
- Falls City Handicap (1996, 1999, 2003, 2007, 2008)
- Apple Blossom Handicap (1997, 2001)
- Fleur de Lis Handicap (1997, 2009)
- Essex Handicap (1998, 2007)
- Clark Handicap (1999)
- Kentucky Cup Classic Handicap (1999)
- Bashford Manor Stakes (2000, 2008)
- Oaklawn Handicap (2000)
- Bourbon Stakes (2002)
- Silverbulletday Stakes (2003)
- Ack Ack Handicap (2004)
- Stephen Foster Handicap (2006)
- Tampa Bay Derby (2007)
- Travers Stakes (2007)
- Razorback Breeders' Cup Handicap (2008)
- Golden Rod Stakes (2002,2008)
- Hal's Hope Handicap (2009)
- Fair Grounds Oaks (2009)
- Fantasy Stakes (2009)
- Kentucky Oaks (2009)
- Louisville Stakes (2009)
- Haskell Invitational (2009)